# Після дощу. Пльос
«Після дощу. Пльос» (рос. После дождя. Плёс) — картина російського художника Ісаака Левітана (1860—1900), написана в 1889 році. Картина є частиною зібрання Державної Третьяковської галереї (інв. 1480). Розмір картини 80 × 125 см .

## Історія
Ця картина була написана в Пльосі — невеликому місті, розташованому на правому березі Волги. Левітан приїжджав в Пльос протягом трьох років, з 1888 по 1890 рік, і тут було створено багато його картин. Місто Пльос в XIX столітті належало до Костромської губернії, а в XX столітті увійшло в Приволзький район Івановської області.
«Після дощу. Пльос» вважається однією з кращих картин не тільки цього періоду, але і взагалі всієї творчості Левітана. Вона була написана в 1889 році, під час другого перебування Левітана в Пльосі. На ній зображений берег Волги в похмурий, хмарний день. Тільки що пройшов дощ, вітряно, річкова вода покрита брижами. У центрі картини зображені баржі і човни, що стояли біля берега, а зліва на задньому плані — пливе по Волзі пароплав. Праворуч на задньому плані видно будинок і церкву.
Картина «Після дощу. Пльос» була придбана Павлом Третьяковим в 1890 році, разом з іншою відомою картиною Левітана «Вечір. Золотий Пльос».